# Aprionus ellipticus
Aprionus ellipticus är en tvåvingeart som beskrevs av Boris Mamaev 1997. Aprionus ellipticus ingår i släktet Aprionus och familjen gallmyggor. Inga underarter finns listade i Catalogue of Life.